# Poručenské území Tichomořské ostrovy
Poručenské území Tichomořské ostrovy, známé také jako Svěřenecké území Tichomořských ostrovů či Poručenské území Tichomořských ostrovů (anglicky Trust Territory of the Pacific Islands) existující od 18. července 1947, bylo poručenským území OSN v západní části Tichého oceánu pod správou USA. Zahrnovalo území, jež Američané dobyli v březnu 1944 a které bylo předtím mandátním územím Tichomořské ostrovy Společnosti národů pod správou Japonska.

## Členění území
Poručenské území se skládalo původně ze 6 ostrovních distriktů:
- Marshallovy ostrovy
- Palau
- Ponape (do roku 1976 zahrnoval dnešní mikronéské státy Ponape a Kosrae)
- Mariany (dnes Společenství Severních Marian)
- Truk
- Yap

V lednu 1977 se pak oddělil od distriktu Ponape ještě 7. distrikt Kosrae.

## Rozpad a zánik území
9. ledna 1978 se distrikt Mariany přeměnil ve Společenství Severních Marian v politické unii s USA. 1. května 1979 se Marshallovy ostrovy prohlásily autonomní republikou Marshallovy ostrovy, která podepsala s USA dohodu o volném přidružení, jež vstoupila v platnost 21. října 1986. 10. května 1979 se distrikty Kosrae, Ponape, Truk a Yap staly spolkovými státy nově založených Federativních států Mikronésie, které rovněž podepsaly s USA dohodu o volném přidružení, jež vstoupila v platnost 3. listopadu 1986. Poté se 1. ledna 1981 přeměnil v autonomní republiku také distrikt Palau. 21. října 1986 pak USA zrušily svoji správu Marshallových ostrovů. Poručenské území formálně zaniklo 3. listopadu 1986, když USA zrušily svoji správu Severních Marian, Kosrae, Ponape, Truku a Yapu. 22. prosince 1990 pak OSN už jen formálně potvrdila zrušení poručenské správy nad Federativními státy Mikronésie, Severními Marianami a Marshallovými ostrovy; a 25. května 1994 zrušila OSN také poručenskou správu Palauské republiky, která se poté stala 1. října 1994 plně nezávislým státem s volným přidružením k USA.

## Současný stav
V současnosti tedy na území bývalého poručenského území existují následující 4 celky:

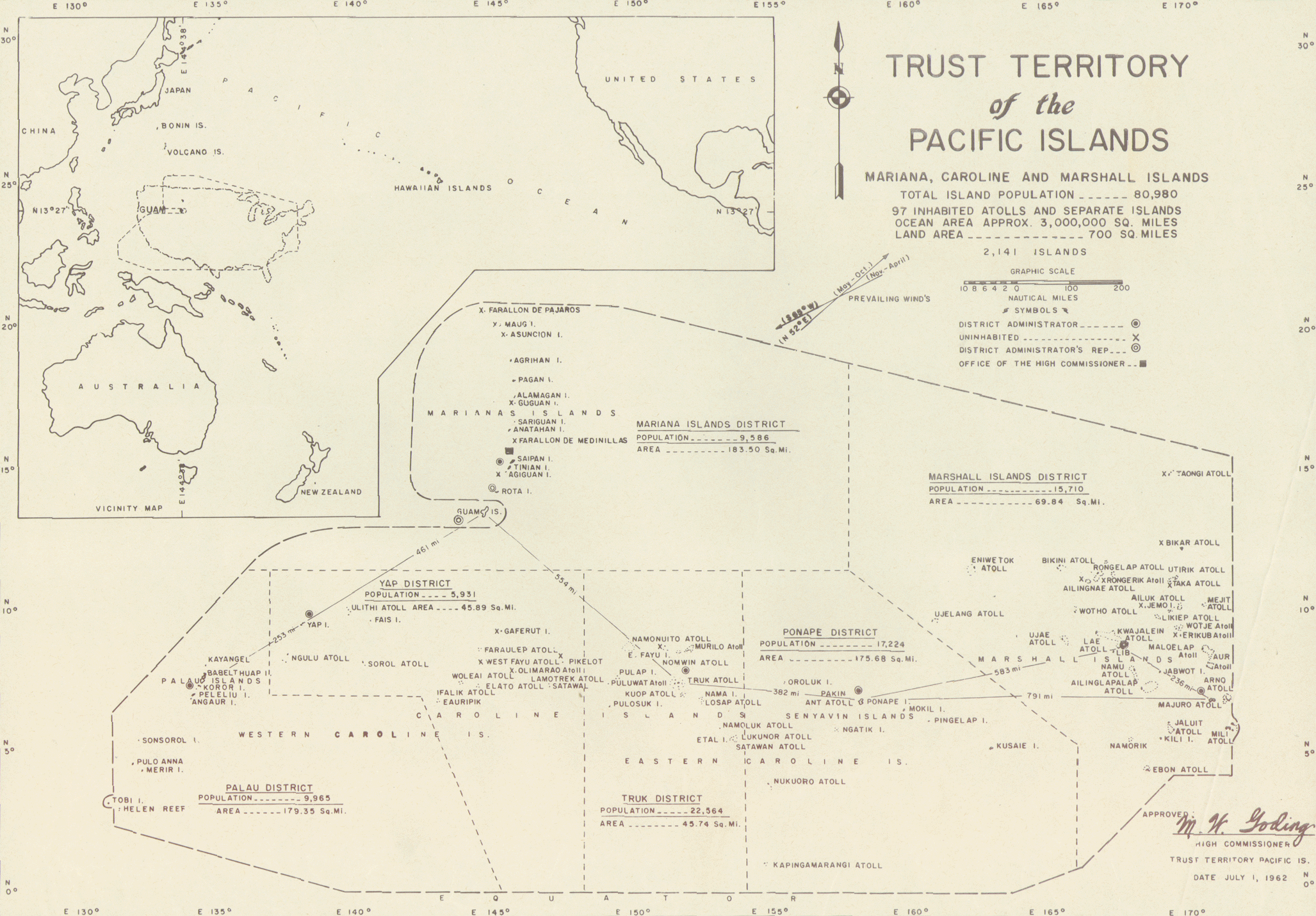
Mapa poručenského území Tichomořské ostrovy z roku 1961

- Federativní státy Mikronésie
- Republika Marshallových ostrovů.
- Společenství Severních Marian
- Republika Palau